# Liste der Baudenkmäler in Aldenhoven
Die Liste der Baudenkmäler in Aldenhoven enthält die denkmalgeschützten Bauwerke auf dem Gebiet der Gemeinde Aldenhoven im Kreis Düren in Nordrhein-Westfalen (Stand: September 2011). Diese Baudenkmäler sind in der Denkmalliste der Gemeinde Aldenhoven eingetragen; Grundlage für die Aufnahme ist das Denkmalschutzgesetz Nordrhein-Westfalen (DSchG NRW).

| Bild                                          | Bezeichnung                                    | Lage                                                     | Beschreibung | Bauzeit        | Eingetragen seit | Denkmal- nummer |
| --------------------------------------------- | ---------------------------------------------- | -------------------------------------------------------- | --- | -------------- | ---------------- | --------------- |
| Preußischer Halbmeilenstein                   | Preußischer Halbmeilenstein                    | Aldenhoven Aachener Landstraße 136 Karte                 | Halbmeilenstein; glockenförmiger etwa siebzig Zentimeter hoher Stein ohne Aufschrift. Die Meilensteine an der ehemaligen Staatsstraße von Köln nach Aachen wurden Ende 1817/Anfang 1818 aufgestellt. Insgesamt wurden hier sieben Meilensteine, sieben Halbmeilensteine und fünfzehn Viertelmeilensteine zwischen der Bezirksgrenze Köln/Aachen und dem weißen Haus im früheren Kreis Eupen aufgestellt. Heute sind an dieser Straße noch fünf Meilensteine (incl. des Meilensteins zwischen Kelmis und Neu-Moresnet an der N 3 in Belgien) und sechs Glocken (ebenfalls ein Viertelmeilenstein in Belgien an der N 3) anzutreffen. | 1817/1818      | 17.02.1989       | 30              |
| Preußischer Meilenstein                       | Preußischer Meilenstein                        | Aldenhoven Aachener Landstraße 136 Karte                 | Meilenstein, etwa 2,70 Meter hoch in Form eines Obelisken; unter dem Relief des Preußischen Adlers die Inschrift „Koeln 6 Meilen“. Die Meilensteine an der ehemaligen Staatsstraße von Köln nach Aachen wurden Ende 1817/Anfang 1818 aufgestellt. Insgesamt wurden hier sieben Meilensteine, sieben Halbmeilensteine und fünfzehn Viertelmeilensteine zwischen der Bezirksgrenze Köln/Aachen und dem weißen Haus im früheren Kreis Eupen aufgestellt. Heute sind an dieser Straße noch fünf Meilensteine (incl. des Meilensteins zwischen Kelmis und Neu-Moresnet an der N 3 in Belgien) und sechs Glocken (ebenfalls ein Viertelmeilenstein in Belgien an der N 3) anzutreffen. | 1817/1818      | 17.09.1989       | 31              |
| weitere Bilder                                | Ludwig-Gall-Haus (Baudenkmal)                  | Aldenhoven Alte Turmstraße Karte                         | Ehem. St.-Peter-und-Pauls-Kapelle, später Amtsgericht Aldenhoven. Dreigeschossiger Backsteinbau auf fast quadratischem Grundriss, verschiedene Bauzeiten, Backstein geschlämmt. Repräsentative Hausfront des frühen 19. Jh., auf groß gequadertem Sockelgeschoss zwei fünfachsige verputzte EG, die 3 Mittelachsen risalitartig betont und übergiebelt, geputzte Fenstergewände. Sprossenteilung wohl original. Fassade Markfestestr. ganz mit Fensteröffnungen 19. Jh., zum Marktplatz ein rundbogiges Maßwerkfenster im 1. OG, im EG Reste eines vermauerten wohl ehem. spitzbogigen Fensters. Hier und auf der Südseite einige barocke Gewände. Im Inneren Mauerzüge und Decken verschiedener Bauphasen; sonst erheblich modernisiert. Im Treppenhaus eingesetzt Rundbogentympanon aus Blaustein mit Chronogramm (verm. 1823). Mansarddach. | frühes 19. Jh. | 02.09.1986       | 07              |
| Alter Turm                                    | Alter Turm                                     | Aldenhoven Alte Turmstraße Karte                         | Erneuerung nach Kriegsschäden im OG; Rundturm aus Backstein mit Kuppelgewölbe und kegeliger Haube, erhalten als Rest des NW-Tores der ehem. Befestigungsanlage. Durchgang nachträglich eingebrochen. Rest des westlichen Stadttores, das als Doppelturmtor gestaltet war. | 2. H. 15. Jh.  | 02.09.1986       | 09              |
| Wohnhaus der Hofanlage                        | Wohnhaus der Hofanlage                         | Aldenhoven Alte Turmstraße 11 Karte                      | Inschriftliche Datierung im Keilstein 1747; Wohnhaus einer Hofanlage aus Backstein, verputzt; 2-geschossig, traufenständig zu 7 Achsen, davon die rechten 3 Achsen in größerem Abstand; die erste Achse von rechts mit korbbogiger Tordurchfahrt; Eingang in der 3. Achse von rechts mit neuer Tür; Fenster und Tür mit gestuften Werksteingewänden mit Falz, stichbogiger Sturz, darin Kalkstein mit Palmettenrelief; rechter Giebel geschweift über den First hochgezogen, Satteldach; Hofseite neu verputzt, Fenster verändert. | 1747           | 15.04.1987       | 29              |
| Wohn- und Geschäftshaus                       | Wohn- und Geschäftshaus                        | Aldenhoven Alte Turmstraße 34 Karte                      | Datierung in Mauerankern 1741; traufenständiges Wohnhaus einer ehem. Hofanlage, Doppelhaus (mehrere Bauphasen) unter einem Dach; Backstein, 2-geschossig, verputzt; in beiden Teilen Ladeneinbauten; Fenster des OG im linken Teil mit Werksteingewänden, stichbogigem Sturz und Keilstein; Rückseite mit Eingang und Fenstern weitgehend original erhalten; Giebelseite und Rückseite des rechten Hausteils stark verändert. | 1741           | 08.04.1987       | 27              |
| Wohn- und Geschäftshaus                       | Wohn- und Geschäftshaus                        | Aldenhoven Alte Turmstraße 36 Karte                      | Datierung in Mauernankern 1741; traufenständiges Wohnhaus einer ehem. Hofanlage, Doppelhaus (mehrere Bauphasen) unter einem Dach; Backstein, 2-geschossig, verputzt; in beiden Teilen Ladeneinbauten; Fenster des OG im linken Teil mit Werksteingewänden, stichbogigem Sturz und Keilstein; Rückseite mit Eingang und Fenstern weitgehend original erhalten; Giebelseite und Rückseite des rechten Hausteils stark verändert. | 1741           | 08.04.1987       | 28              |
| Hofanlage                                     | Hofanlage                                      | Aldenhoven Alte Turmstraße 38-40 Karte                   | Inschriftliche Datierung am Kellereingang 1557, Datierung im Keilstein der Tordurchfahrt 1767; stattliche große Hofanlage aus Backstein, geschlämmt; Nr. 40 auf dem Keller des 16. Jh., dessen Eingang unter der Tordurchfahrt erhalten ist, mit stichbogigem Sturz und 2 Wappen mit der Inschrift „Anno domini 1557“; Haus des 18. Jh., traufenständig zu 4 Achsen, Eingang in der 2. Achse von links mit Oberlicht, neuer Tür, Gewände aus Blaustein, stichbogiger Sturz mit blattförmig reliefiertem Keilstein; Fenster mit gestuften Blausteingewände und stichbogigem Sturz, Keilsteine teilweise im 20. Jh. erneuert; Sprossenfenster; rückwärtige Hofseite stark verändert; Satteldach; Nr. 38 im Anschluss an die Nr. 40, doch mit anderer Geschosshöhe; große korbbogige Tordurchfahrt aus Pilastern, im Keilstein Inschrift und Datierung; Fenstergewände aus Blaustein an der Traufseite erneuert, an der Giebelseite original erhalten; Mansardwalmdach mit Dachausbauten. | 1557–1767      | 11.12.1986       | 20              |
| Hofanlage Steinheuer                          | Hofanlage Steinheuer                           | Aldenhoven Alte Turmstraße 52 Karte                      | Datierung in Mauerankern 1630, Veränderungen im 19. Jh.; Hofanlage aus Backstein, geschlämmt; Wohnhaus 2-geschossig, traufenständig zu 4 Achsen, Eingang mit Blausteingewände, stichbogiger Sturz, Keilstein in Form einer Palmette in der 3. Achse von rechts; Sprossenfenster mit Sohlbänker aus Blaustein (19. Jh.); alte Fenstereinteilung an Entlastungsbögen erkennbar; im rechten Hausteil große korbbogige Tordurchfahrt (nach dem Kriege verbreitert); an der Traufseite zu Innenhof noch originale Fenster der Erbauungszeit, im UG ein Fenster mit Werksteingewände und Falz stichbogig mit Sturz und Keilstein; daneben kleine Heiligennische; Fenster des OG mit Holzstock; Satteldach mit hochgezogenen Schweifgiebeln; Scheunen im rechten Winkel zum Haus noch aus dem 18. Jh., mit Holzstockfenstern; rückwärtige Scheune neu; im Hof noch teilweise die originale Kieselpflasterung. | 1630           | 18.02.1987       | 24              |
| Ludwig-Gall-Haus (Bodendenkmal)               | Ludwig-Gall-Haus (Bodendenkmal)                | Aldenhoven Alte Turmstraße 66 Karte                      | Das Haus Alte Turmstraße 66, in dem sich zeitweise die Gemeindeverwaltung befand, war ursprünglich eine Kapelle, den Aposteln St. Peter und St. Paul geweiht. Es steht inmitten des Ortes, direkt westlich am Ufer des Merzbaches und kaum 20 m von der ehemaligen Jülicher Landenburg (BD DN 147) entfernt. Beide Gebäude sind zwar durch den Merzbach voneinander getrennt, über eine Brücke aber miteinander verbunden. Der Grundriss des heutigen Gebäudes misst etwa 17,50 × 16,80 m. Die bisher älteste Urkunde, in der die Kapelle als Kirche innerhalb der Befestigung von Aldenhoven erwähnt wird, stammt aus dem Jahre 1467. Seit 1479 förderten die Bürger finanziell die Kapelle, so dass diese sich zu einer Bürgerkirche zu entwickeln begann. Wegen dieser sogenannten „Bürgerkirche“ gab es einen bemerkenswerten Rechtsstreit, wie aus drei Urkunden aus dem Jahr 1479 hervorgeht. Kirchenrechtlich handelte es sich um eine Kapelle, denn die eigentliche Pfarrkirche Aldenhovens St. Martin, lag außerhalb der Stadt; sie war am frühen Morgen zur Messe nur schwer zugänglich. Aus militärischen Interessen heraus war es aber nicht opportun, die Stadttore schon in der Frühe zu öffnen. Andererseits verlor der Pfarrer von St. Martin seine Pfarrangehörigen, wenn diese neue Kapelle St. Peter und Paul die Messe feierten. Ob tatsächlich eine neue Kirche in Ortsmitte erbaut wurde oder ob man auf einer bereits vorhandenen Burgkapelle aufbaute, was nach Lage der Dinge wahrscheinlich ist, ließ sich bis jetzt nicht klären. Die Frühmesse ist jedoch bereits um 1430 in der neuen Kapelle gestiftet worden. Im Jahre 1493 werden die Frühmessen als „Burgmessen“ bezeichnet, was auf die enge Bindung zwischen Kapelle und Burg hinweist. „Während des Dreißigjährigen Krieges, nachdem das Pastorat 1643 in Brand geschossen worden war, wohnte der Pfarrer bis etwa 1680 in einem Nebenraum der St. Peter- und Paul-Kapelle. Nach der Schlacht von 1793 wurde das Gebäude als Militärlazarett genutzt. Im Jahre 1823 wurde es unter einem Kostenaufwand von 2500 Thlr. zum Friedensgerichtgebäude umgebaut. Der Stein, welcher nach dem Umbau des Jahres 1823 das Bogenfeld über der Türe ausfüllte, dient heute als Türschwelle am Eingang zu der ehemaligen Wohnung des Gefangenenaufsehers; er trägt die Inschrift: CVRIA REGIS GRATIIS ET OPE CIVIVM REEDIFICATA. Die auf dem zweiten Stockwerke gelegenen Räume wurden bis zum Jahre 1892 vom Bürgermeisteramte Aldenhofen als Diensträume benutzt. Durch Vertrag vom 5. Februar 1892 wurden dieselben vom 1. April 1892 ab zum Zwecke der Einrichtung und Führung des Grundbuchs von der Gemeinde Aldenhoven der Preußischen Justizverwaltung überlassen.“ (Moritz, Aus der Geschichte Aldenhovens 36 f.) Später wurde die ehemalige Kapelle als Rathaus genutzt. Die Bedeutung des Hauses liegt aber nicht so sehr in seiner wechselvollen Geschichte, besonders seit den letzten 250 Jahren, sondern vielmehr in seiner eigentlichen Bestimmung als Kapelle. Offensichtlich gehört eine kleine Eigenkirche seit dem Anfang ds 15. Jahrhunderts zum Burghof jenseits des Merzbaches. Dieses Kirchlein, das um 1467 in die Peter- und Paul-Kapelle baulich umgestaltet wurde, ist weder vom Grundriss noch vom Aufgehenden her bekannt. Allerdings liegt es nahe, an ein kleines Gotteshaus zu denken, dessen Fundamente im Bereich des seit 1823 an dieser Stelle errichteten Friedengerichtsgebäudes zu suchen sind. Zusammen mit der Jülicher Burg, dem späteren Hallbergischen Hof, bildet die Kapelle eine architektonische, städtebauliche und politische Größe, die wie die Stadtbefestigung von der Wichtigkeit der Jülicher Landesherren Zeugnis ablegen. Fundamente, Inschriften- und Wappensteine, aber auch Sachaltertümer, die noch im Boden verborgen liegen, sind als archäologische Quellen sehr wertvoll, auch wenn sie erst durch spätere Generationen ausgeschöpft werden sollten. Um dies sicherzustellen und die Bodenurkunden vor Zerstörung zu schützen, ist eine Unterschutzstellung nach § 2 DSchG NRW erforderlich und ein Eintrag in die Liste der zu schützenden Bodendenkmäler unumgänglich. Am Erhalt des Bodendenkmals „St. Peter- und Paul-Kapelle“ besteht ein öffentliches Interesse. | 1467           | 31.10.1994       | 51              |
| weitere Bilder                                | Wasserburganlage Engelsdorfer Burg             | Aldenhoven Bau-Bodendenkmal Karte                        | Die Wasserburg wurde 1080 erstmals urkundlich nachgewiesen. Sie wurde mehrmals zerstört und wieder aufgebaut. An der Dicke der Mauern und am Burggraben, der durch den Merzbach sein Wasser erhielt, kann man noch erkennen, dass diese Burg in früherer Zeit eine richtige war. | 1080           | 31.07.1990       | 32              |
| Wasserburganlage Engelsdorfer Burg            | Wasserburganlage Engelsdorfer Burg             | Aldenhoven Bau-Bodendenkmal Karte                        | Die Wasserburg wurde 1080 erstmals urkundlich nachgewiesen. Sie wurde mehrmals zerstört und wieder aufgebaut. An der Dicke der Mauern und am Burggraben, der durch den Merzbach sein Wasser erhielt, kann man noch erkennen, dass diese Burg in früherer Zeit eine richtige war. | 1080           | 17.07.1984       | 04              |
| Gnadenkapelle                                 | Gnadenkapelle                                  | Aldenhoven Dietrich-Mülfahrt-Straße Karte                | Nach lokaler Überlieferung nach dem Muster der Gnadenkapelle von Altötting; kleine Kapelle aus Backstein, auf oktogonalem Grundriss, geschlämmt; 3 Eingänge mit gestuften, profilierendem Werksteingewände von Dreiecksgiebeln gekrönt; originale genagelte Türen; im OG an jeder Seite ein kleines rundbogiges Fenster; steile 8-seitige verschieferte Haube mit Laterne; im Inneren 8-teiliges, gebustes Bandrippengewölbe auf Pilastern, dazwischen halbrunde, tiefe Nischen; Holzbrüstung mit reliefierten Paneelen aus dem 18. Jh.; barocker Hochaltar mit Kreuzigungsgruppe um 1650. | 1654           | 11.12.1986       | 15              |
| Auffindungskapelle                            | Auffindungskapelle                             | Aldenhoven Dietrich-Mülfahrt-Straße Karte                | Ort der Auffindung des Marienbildes durch Dietrich Mülfahrt 1654; kleiner verputzter Kapellenbau auf quadratischem Grundriss; Satteldach; Giebelseite durch hohen Korbbogen geöffnet; Dach und sämtliche Einzelformen nach schweren Kriegsschäden erneuert, seitlich eine moderne eiserne Tür; Gitter des 19. Jh., davor Reste von barocken Treppenstufen in Zweitverwendung, innen Schmuckplattenboden des 19. Jh., sonstige Innenausstattung völlig modern; in Substanz und Erscheinung so weitgehend überarbeitet, dass die Kapelle nur von ihrer lokalen Bedeutung her als Denkmal zu würdigen ist. | 1654           | 11.12.1986       | 16              |
| Wegekreuz an der Engelsdorfer Burg            | Wegekreuz an der Engelsdorfer Burg             | Aldenhoven Freialdenhovener Weg Karte                    | Inschriftliche Datierung 1843; ca. 5 m hohes Wegekreuz aus Gusseisen in neugotischen Formen, 2-stufiger Gusseisensockel mit hohem Pfeilerschaft und Inschriftenplatte, sehr hohes Kreuz mit gusseisernem Korpus. Seltene Technik für Kreuze dieser Größe. | 1843           | 11.12.1992       | 38              |
| Jüdischer Friedhof                            | Jüdischer Friedhof                             | Aldenhoven Gerberstraße Karte                            | Es handelt sich um ein heckenumgebenes Grundstück von ca. 1.62 a, das mit Rasen bedeckt ist und fünf Grabsteine trägt, unter denen Grabstellen anzunehmen sind. Die Steine stehen nicht am ursprünglichen Platz; über die wahrscheinliche Belegung der übrigen Fläche ist nichts bekannt. Die Geschichte jüdischer Einwohner von Aldenhoven ist nur rudimentär überliefert. Bereits im Zuge des Judenpogroms von 1287 wurden Juden in Aldenhoven erwähnt. 1303 wird ein Kölner Jude genannt, dessen Vater Aaron ha-Levi Baseler aus Aldenhoven stammte, 1334 unterschrieb Saul aus Aldenhoven einen Vertrag. Nach dem Pogrom von 1348/49 gab es bis zum 17. Jahrhundert keine Juden mehr in Aldenhoven. Nachdem seit 1658 wieder Juden in Aldenhoven lebten, entstand 1669 ein jüdischer Friedhof, was auf eine größere Gemeinde schließen lässt. Aus dem Jahre 1722 sind Aktivitäten zum Ankauf des jüdischen Friedhofs überliefert, der schon auf dem Gelände der noch bestehenden Begräbnisstätte gelegen hat und zu einer Wiese des Hofkammerrates Halberg gehörte. Die fast 11 a große Fläche war 1820 in den Katasterplan eingetragen worden. Die letzte Bestattung fand 1935 statt, 1939 wurde der Friedhof verkauft mit der Auflage, „erst 30 Jahre nach dem zuletzt Beerdigten“ wieder genutzt werden zu können. Im Krieg wurden die Grabstellen zerstört. 1953 erwarb die Jewish Trust Corporation den ausparzellierten belegten Teil. Der Friedhof ist bedeutend für die Geschichte des Menschen und der Stadt Aldenhoven, da er ein greifbares Zeugnis für die einst ubiquitär vorhandene jüdische Bevölkerung in Deutschland ist. Bis ins 20. Jahrhundert bildeten die Juden einen kleinen, aber einflussreichen und schließlich kulturtragenden Teil der Gesamtbevölkerung, dessen Spuren nach ihrer Vernichtung während des „Dritten Reiches“ sich vor allem auf Friedhöfe und Synagogenreste beschränken. Der Friedhof ist erhaltenswert, um die Erinnerung an wichtige Episoden der deutschen und jüdischen Geschichte vom Mittelalter bis in die Neuzeit anhand authentischer Dokumente zu bewahren. | 1722           | 21.06.2007       | 60              |
| Ehem. Kapuzinerkloster Haus Berg              | Ehem. Kapuzinerkloster Haus Berg               | Aldenhoven Kapellenplatz Karte                           | Gegründet 1665 (im Zusammenhang mit der Gnadenkapelle), Klosterhof über einer Anlage des 16. Jh., Aufhebung des Klosters 1802; älterer Teil mit der Giebelseite zur Gnadenkapelle, hier die Datierung in Mauerankern 1661; Gebäude aus Backstein, geschlämmt, Fenster im 1. und 2. Geschoss im frühen 19. Jh. verändert, im Giebel noch kleine originale Öffnungen; an der Traufseite hölzernes Traufgesims mit Balkenköpfen; Satteldach; im rechten Winkel anschließender neuer Teil zu 8 Achsen, das ganze EG verändert, neue Dachausbauten. | 1665           | 11.12.1986       | 22              |
| weitere Bilder                                | Pfarrkirche St. Martin                         | Aldenhoven Kapellenplatz Karte                           | Die Kirche wurde anstelle und auf dem Grundriss der am Ende des Zweiten Weltkriegs zerstörten spätgotischen St. Martinskirche als Pfarr- und Wallfahrtskirche errichtet. Sie ist Mittelpunkt und Wahrzeichen von Aldenhoven. Der Umfang des Denkmals umfasst die Kirche einschließlich der Umfassungsmauer mit Kreuzwegstationen und Grabsteinen des alten Kirchhofes. Im ersten Bauabschnitt wurde 1949 eine Notkirche erbaut, die in den späteren Kirchenbau integriert wurde und heute im Wesentlichen der unter dem Chor liegenden Krypta entspricht. Es handelt sich um eine Doppelturmkirche in Stahlbetonskelettbauweise mit Schalendecke. Die Seitenfassaden sind durch schmale Betonstützen gegliedert, die sich als Rundbögen aneinanderreihen und sich im Innern als Schalenbetondach aus querliegenden Tonnen fortsetzen. Im Untergeschoss sind die Wände über der Krypta in Ziegelsteinausfachung ausgeführt, während die Rundbogenfensterreihen im Obergaden vollständig in Blaugrautönen verglast sind, im Chorbereich bis auf Fußbodenhöhe in Sichtglas. Die monumentale Westseite ist geschlossen und durch Ziegellisenen und ein Fensterband unter der Traufe gegliedert. Das figürliche Relief „Maria, Mutter der Kirche“ ist eine Zufügung von 1973. Der Eingang liegt erhöht über einer halbrunden Freitreppe. Ursprünglich stiegen aus den offenen Glockentürmen die Turmspitzen als Stahlrohrgerüste empor. Das Stahlgerüst ist heute mit Kupferhelmen verkleidet. Der Chor ist halbrund geschlossen mit zweigeschossigem Umgang. Im Innern wird die klare Gliederung des Außenbaus konsequent fortgeführt. Die strenge Gerichtetheit zum Altar bestimmt den Raum. Umlaufende Emporen, zum Altarbereich leicht geneigt, tragen dem zusätzlichen Raumbedarf als Wallfahrtskirche Rechnung. Unterhalb der Emporen sind in den Brüstungsfeldern Ausmalungen von Peter Hecker mit 85 Heiligendarstellungen (vgl. Gutachten des Rhein. Amtes für Denkmalpflege vom 19. März 2001/03.01Ba). Der Altarraum, in dem sich auch die Orgel (Klais) befindet, wurde 1981 von Joseph Krautwald/Rheine neugestaltet. Im Chorscheitel befindet sich ein Altarbild von Wilhelm Geyer/Ulm mit Darstellung der Himmelfahrt Mariens. An der linken Stirnseite befindet sich heute der fragmentarisch erhaltene Seitenaltaraufsatz (Bitterleidensaltar) der alten Kirche von 1510. Weiter befindet sich am linken Aufgang zum Altarraum eine Grabplatte von 1525. Eine weitere Orgel befindet sich auf der Westempore. Das Schalenbetondach war das erste seiner Art im Kirchenbau der Nachkriegszeit in der Bundesrepublik. Der Bau orientiert sich im Aufbau an der klassischen Kirchbautradition mit Ostwestausrichtung, Emporen, Apsis und Doppelturmfassade, verschreibt sich aber in Konstruktion und Material ganz der Moderne, was den Kirchenbaumeister Rudolf Schwarz, dem sich Leitl sehr verbunden fühlte, zu der Bemerkung einer „modernen Gebetsfabrik“ veranlasste. Die Kirche St. Martin in Aldenhoven ist bedeutend für die Geschichte des Menschen als Zeugnis der Geschichte des Kirchenbaus, hier insbesondere des katholischen Kirchenbaus der Nachkriegszeit. Das Objekt ist bedeutend für den Ort Aldenhoven als Zeugnis des Wiederaufbaus nach den Zerstörungen des Zweiten Weltkrieges, als topographischer und ideeller Mittel- und Orientierungspunkt und als Wahrzeichen des Ortes. Mit der neuen Wallfahrtskirche wird die seit 1655 bestehende Aldenhovener Marienwallfahrt tradiert, die in der Geschichte der Wallfahrten im Rheinland eine bedeutende Rolle einnimmt. Wegen der architektonischen Signalwirkung der Kirche wurde Aldenhoven auch zur „Wallfahrtsstätte“ von Architekten und Architekturhistorikern. Für die Erhaltung und Nutzung liegen architekturgeschichtliche Gründe vor. Als erste Schalenbetonkirche hat die St. Martinskirche Impulse im Kirchenbau der Nachkriegszeit gesetzt. Sie ist ein Beispiel für die Synthese von tradiertem Kirchenbau mit modernem Formenvokabular und stellt einen bedeutenden Beitrag zum Kirchenbau der 50er Jahre in Deutschland dar. Alfons Leitl (1909–1975) hat in Praxis und Theorie (als Begründer und Herausgeber der Zeitschrift „Architektur und Werkform“) die Bautätigkeit nach dem Zweiten Weltkrieg maßgeblich, vor allem im Rheinland, mitgeprägt. Neben dem Städtebau bildete der Kirchenbau einen seiner Schwerpunkte. Weiter liegen ortsgeschichtliche Gründe vor. Als Nachfolgebau der zerstörten Kirche war St. Martin ein wesentlicher Bestandteil der Neuorientierung von Stadt und Bevölkerung nach dem Zweiten Weltkrieg. Für die Wallfahrtstradition bedeutete der Kirchenneubau einen neuen Sammlungsort für die Pilger. Die Bevölkerung des „Aufbauortes“ Aldenhoven hatte sich durch die Neubaugebiete in der Zeit von 1946 bis 1954 fast vervierfacht. Die katholische Pfarrgemeinde stellte den überwiegenden Anteil in der Bevölkerung. Nicht zuletzt sind städtebauliche Gründe für den Denkmalwert ausschlaggebend. Die Kirche markiert im Zusammenspiel mit der Gnadenkapelle den alten Ortsmittelpunkt und bildet einen weithin sichtbaren Akzent in der Ortssilhouette. | 1949–1953      | 07.06.2002       | 58              |
| Wohn- und Geschäftshaus                       | Wohn- und Geschäftshaus                        | Aldenhoven Kapellenplatz 7 Karte                         | 2-geschossiges traufenständiges Wohnhaus aus Backstein mit Werksteingewänden; Eingang mit Doppelpfeilertür und originalem Sprossenoberlicht in der Mittelachse; Blausteintreppe; Eingang und Fenster mit gestuftem Werksteingewände mit stichbogigem Sturz, darin Keilstein mit Palmmettenrelief; Backsteinernes Traufgesims, Satteldach. | E. 18. Jh.     | 11.12.1992       | 40              |
| Haus Vaahsen Bodendenkmal                     | Haus Vaahsen Bodendenkmal                      | Aldenhoven Kapuzinerstraße 7 Karte                       | Im Jahre 1654 wird in Aldenhoven von einem Anwohner ein Muttergottesbild aufgefunden. An dieser wundertätigen Stelle wird zunächst ein hölzernes Heiligenhäuschen errichtet, an dessen Stelle später die Auffindungskapelle gebaut wird. Es entwickelt sich rasch eine rege Wallfahrt zu dem Wunder. 1659 erbaut der Herzog von Jülich eine Gnadenkapelle. Im selben Jahr wird die Bedienung der Gnadenkapelle und die Obhut der Wallfahrer an die Jülicher Kapuzinerpatres übertragen. Diese lassen sich jedoch erst 1661 in Aldenhoven nieder. An der Stelle einer älteren Hofanlage (überliefert ist ein Gründungsstein von 1573) wurde das Kapuzinerkloster 1665 erbaut. Dieses liegt südwestlich der Pfarrkirche und unmittelbar an der heute noch bestehenden Gnadenkapelle. Zu Beginn des 18. Jh. wird der Bau einer klostereigenen Kirche und eines neuen Klostergebäudes beschossen. 1718 erfolgt die Weihung der Kirche durch den Kölner Erzbischof und Kurfürsten Joseph Clemens. Nachdem die Patres 1797 die Kloster verlassen mussten, hob man das Kloster 1802 auf, und die ehemaligen Klostergebäude wurden in einen Gutshof umgewandelt. Bei der Aufhebung besaß das Kloster 18 Patres, sechs Kleriker und sechs Laienbrüder. Auf dem Urkataster von 1820 ist das Kloster nicht mehr verzeichnet. Nach der Übertragung von Bers befand es sich zwischen Auffindungskapelle im Süden und Gnadenkapelle im Norden, gegenüber der Pfarrkirche. Die Klosterkirche ist nicht erwähnt. Die ehemalige Kirche wurde als Scheune genutzt und dementsprechend umgebaut. Sie besteht noch aus zwei beinahe quadratischen Jochen. Das östliche Joch zeigt noch Ansätze eines rundbogigen Kreuzgewölbes auf Konsolen. Das westliche Joch besitzt Reste einer niedrigen Tonne und darüber einen flachgedeckten Raum mit viereckigen Fenster, eine Empore. Das ehemalige Klosterwohngebäude ist ein einfacher Ziegelsteinbau mit einem tonnengewölbten Keller; zuletzt genutzt als Wirtschaftshof. Nach der Aufgabe der Landwirtschaft in den 50er Jahren des 20. Jh. hat die Gemeinde Aldenhoven die in ihrem Besitz befindliche Anlage dem bergmännischen Traditionsverein zur Nutzung als Bergbau-Museum überlassen. Bei den Bauarbeiten im Jahre 1996 wurde die frühneuzeitliche tonnengewölbte Gruft der Kirche und des Klosters freigelegt. Sie liegt im Südteil der Kirche und besaß zwei Eingänge von Westen nach Osten. Der westliche Zugang führte von außerhalb des Gebäudes in die Gruft, während der östliche von der Kirche aus zugänglich war. Im Boden der Gruft, unterhalb des Lehmestrichs, waren bei den Erdarbeiten zwei intakte Bestattungen und einzelne Knochen weiterer Bestattungen freigelegt worden; es gab zudem Hinweise auf weitere Bestattungen. Diese datierten in das 18. Jh. Die Gruft räumte man offenbar zu Beginn des 19. Jh. aus und nutzte sie als Keller. Weitere Erdaufschlüsse während der Bauarbeiten zeigten auf ältere Besiedlungsphasen u. a. kenntlich an Brandschichten. Das Kapuzinerkloster mit der zugehörigen Kirche stellt einen bedeutenden Zeitabschnitt der Entwicklung der Gemeinde Aldenhoven dar. Nach der Auffindung eines Gnadenbildes entwickelte sich eine Wallfahrt, die durch die Kapuziner-Patres von Jülich betreut wurde. Diese errichteten sich ein Kloster in der Gemeinde Aldenhoven, um hier ein Zentrum für die Wallfahrt und die Religionsausübung zu bilden. Nach Auflösung des Klosters 1802 wurde die Anlage zu einem Gutshof umgewidmet und die ehemalige Kirche als Scheune genutzt. Die Wallfahrt nach Aldenhoven stellte über drei Jahrhunderte einen wichtigen wirtschaftlichen, gesellschaftlichen und religiösen Mittelpunkt der Gemeinde dar. Das 1665 errichtete Kloster gründete auf einen älteren Bau, der nach erhaltenen Gründungssteinen auf das 16. Jh. zurückgeht; von älteren Bauperioden im Mittelalter ist auszugehen. Die Entwicklung der Vorgängerbebauung und insbesondere der Übergang von den älteren Bauperioden zum Kloster sind nur archäologischen Verfahren zu ermitteln. Hinweise auf diese Vorgängerphasen zeigten sich bei den Erdeingriffen 1996 in Form von Brandschichten, die wegen des kleinräumigen Ausschnittes zunächst nicht näher angesprochen werden konnten. Im erhaltenen aufgehenden Mauerwerk der Kirche gibt es Hinweise auf Umbauten bzw. ältere Bauglieder. Diese haben sich in der Regel im Boden gut erhalten und können dort mit archäologischen Verfahren untersucht werden; dies zeigten die archäologischen Begleituntersuchungen 1996. Dabei ergeben sich neue Erkenntnisse zu den einzelnen Bauphasen und Umbauperioden, zur Nutzung als Kirche sowie zur jüngeren Scheune, insbesondere aber auch zur Umformung der Kirche zur Scheune. Für die Erhaltung liegen sowohl lokale wie städtebauliche Gründe vor, da das Kapuzinerkloster ein bedeutendes Bauwerk in der Geschichte und im Ortsbild von Aldenhoven darstellt. | 1665           | 17.07.1998       | 54              |
| Backsteinhofanlage (Burghof)                  | Backsteinhofanlage (Burghof)                   | Aldenhoven Markfestestraße 4 Karte                       | Das Objekt befindet sich an markanter Stelle im Ortskern. Verschiedene Merkmale weisen auf einen Bauzeitbeginn im 16. Jahrhundert hin. Die stattliche mehrteilige Hofanlage, bestehend aus Wohnhaus, einem Winkelbau und verschiedenen Wirtschaftsgebäuden, stammen aus dem 18. und 19. Jahrhundert. Der seltene originale Zustand innen und außen trägt zum besonderen Denkmalwert bei. Die Anlage ist von Bedeutung für die Bau- und Kunstgeschichte und gibt Aufschluss über die Ortsentwicklung von Aldenhoven. | 16. Jh.        | 17.07.1984       | 01              |
| Hallbergischer Hof Burghof Bau-Bodendenkmal   | Hallbergischer Hof Burghof Bau-Bodendenkmal    | Aldenhoven Markfestestraße 4 Karte                       | Der Hallbergsche Hof liegt mitten in der heutigen Ortschaft Aldenhoven; zugleich ist er Mittelpunkt der ehemaligen befestigten Stadt. Er steht genau dort, wo die bedeutende Verkehrs- und Handelsstraße von Köln über Zülpich nach Aachen den Merzbach überquert. An derselben Stelle schneidet auch die Straße von Düren nach Geilenkirchen den Ort. Seine exponierte Lage an zwei Straßenkreuzungen war bestens dazu geeignet, den Merzbachübergang zu sichern. Auf allen Landkarten der letzten Jahrhunderte ist diese günstige geographische Position des Hofes abzulesen. Der Hallbergsche Hof ist benannt nach Johann Hermann Hallberg, der in den Jahren zwischen 1692 und 1694 in Aldenhoven als Schultheiß wirkte. Sein Sohn und Nachfolger im Amt, Peter Theodor (1691–1752) wurde 1721 vom Kaiser zum Edlen von Hallberg nobilitiert. Seit 1727 bekleidete er auch das Amt eines fürstlichen Hofkammerrates. Als solcher erwarb er verschiedene Adelssitze, z. B. Haus Horrich bei Brachelen und Haus Broich bei Jülich. Vermutlich war er es, der auch die „Aldenhovener Burg“ an sich brachte, einen Neubau an derselben Stelle errichtete und diesen mit dem Hallbergschen Wappen und der Jahreszahl 1726 versehen ließ. Er wird den Hallbergschen Hof als seinen Amtssitz genutzt haben. Der Grundriss des Burghauses, wie er auf der Tranchot-Karte von 1805 eingezeichnet ist, wird weitgehend mit dem des Hallberger Hofes von 1726 identisch sein. Veränderungen baulicher Art lassen sich allerdings aus dem Urkataster von 1820 erschließen. Weitere Umbauten sind bis auf den heutigen Tag erfolgt; sie sind kenntlich gemacht (siehe Planzeichnung). Der unregelmäßig vieleckige Grundriss besaß Anfang des letzten Jahrhunderts die Ausmaße von ca. 40 × 45 m; das Haupthaus (Markfestestraße. 4) hat eine Länge von etwa 20 m und eine Tiefe von 13,50 m. Entlang des Merzbaches erstreckten sich damals große Verwaltungs- und Wirtschaftsgebäude; dieser Trakt ist L-förmig gestaltet. Im Hofraum befand sich eine 15 × 4 m messende Scheune. Als letztes ist ein Tor- oder Gartenhaus in der Ostecke des Hofareals zu nennen. Auf Grund der Tatsache, dass der Hallbergsche Hof im 18. Jahrhundert den Übergang über den Merzbach an einer wichtigen Verkehrsstraße sicherte, darf man mutmaßen, dass ältere Anlagen gleicher Funktion am selben Ort bestanden haben. Allerdings ist über eine solche nichts bekannt; urkundliche Nachweise, die eine Burg belegen würden, lassen sich zur Zeit noch nicht erbringen. „… nach Lage der Dinge müsste sie ursprünglich dem Kölner Erzbischof gehört haben. Vielleicht schon im 13. Jahrhundert ist sie in die Verfügungsgewalt der Grafen von Jülich gelangt.“ Diese Ansicht vertritt G. Bers. Erst am Ende des 15. und zu Beginn des 16. Jahrhunderts taucht gelegentlich die Bezeichnung „am Burggraben“ auf, die die Lage von Grundstücken nahe einer „Burg“ beschreibt. Über deren Aussehen und Größe sind damit jedoch keine Aussagen zu gewinnen. Man kann aber davon ausgehen, dass sich im Hallbergschen Haus die Jülicher Landesburg erhalten hat. Hilfreich für das Erkennen großräumiger geschichtlicher Zusammenhänge dürfte die Tatsache sein, dass es nicht nur ein Burghaus in Aldenhoven gegeben hat, sondern sich eine dichte Kette von Burgen entlang des Merzbaches findet. Auf Grund des Braunkohletagebaues „Zukunft West“ wurde eine dieser Anlagen archäologisch untersucht, die Alte Burg von Lürken. Sie bestand aus einer Motte oder Hauptburg, einer nordwest- und einer südwestlichen Vorburg. Die Edelfreien von Lürken hatten hier ihren Sitz, wie man aus einer Schenkungsurkunde aus dem Jahr 1140 weiß. Die archäologischen Forschungen dagegen haben noch viel ältere Spuren, die bis in die Römerzeit zurückreichen, aufgedeckt. Wie die Burg in Lürken dürfte auch die Aldenhovener Burg, das Hallbergsche Haus, auf eine lange Tradition zurückblicken. Da bisher das Problem dieser Burg, seine Existenz und Geschichte, noch gar nicht recht erkannt wurde, ist es umso wichtiger, alle noch im Boden erhaltenen Zeugen der Vergangenheit, die Bedeutung und Geschick der Jülicher Grafen erhellen können, zu bewahren und sie für spätere Forschungen zu erhalten. Diese lassen auch Erkenntnisse über die älteste Geschichte Aldenhovens, das sowohl an einem römischen als auch einem mittelalterlichen Verkehrsknotenpunkt entstanden ist, erwarten. Ferner sind Aufschlüsse über die Geschichte der Burgen im Merzbachtal zu gewinnen. Soziale Abhängigkeiten ließen sich klären, landwirtschaftliche und verkehrstechnische Fragen können auf Grund der Erforschung des Hallbergschen Hauses eine Antwort finden. Eine Unterschutzstellung diese für die Wissenschaft bedeutenden ortsfesten Bodendenkmals gemäß § 2 DSchG NRW ist deshalb dringend erforderlich. Am Erhalt und Schutz des Burghauses besteht außerdem ein öffentliches Interesse. | 1692 -94       | 26.06.1996       | 53              |
| Wohnhaus einer Hofanlage                      | Wohnhaus einer Hofanlage                       | Aldenhoven Markfestestraße 41 Karte                      | Inschriftliche Datierung im Keilstein des Torbogens 1791, in Mauerankern 1744; Wohnhaus einer Hofanlage, Backstein, 2-geschossig, traufenständig; Traufstein zu 8 Achsen, Eingang in der 4. Achse von rechts, Blausteintreppe mit gerundetem Auftritt, doppelflügelige Tür des späten 19. Jh. mit Oberlicht; Tür und Fenster mit gestuften Werksteingewänden mit Keilstein; Keilstein des Türsturzes mit Palmettenrelief; in den beiden linken Achsen eine korbbogige Tordurchfahrt mit reliefiertem Keilstein; Fenster mit Ganzglasscheiben; Satteldach; Wirtschaftsgebäude neu, Backstein verputzt. | 1744 u. 1791   | 11.12.1992       | 34              |
| ehem. Hofanlage                               | ehem. Hofanlage                                | Dürboslar Am Biemerhof 12 Karte                          | Datierung in Mauerankern 1569, spätere Veränderungen; ehem. Hofanlage aus Backstein; Wohnhaus Nr. 12 mit Fensterteilung des 19. Jh., zweiachsig; links anschließende Tordurchfahrt des 19. Jh., im Kniestock kleines originales Fenster erhalten; Nr. 8 mit rundbogiger Tordurchfahrt und genagelter Holztür mit Fußgängerpförtchen; im UG originales Fenster vermauert, Fenstereinbrüche des 19. Jh. im UG und OG; über der Tordurchfahrt und im Kniestock kleine originale Fenster mit Holzstock; in der Durchfahrt originale Kieselpflasterung erhalten; Satteldach über Nr. 12 erneuert, über Nr. 8 im originalen Zustand mit altem Kaminabzug; an der rückwärtigen Traufseite im OG weitgehend die alte Fensterteilung erhalten; zugehörige Scheune aus Backstein und Fachwerk mit Lehmstaken aus dem 17. Jh. | 1569           | 18.03.1993       | 41              |
| Wohnhaus                                      | Wohnhaus                                       | Dürboslar Am Biemerhof 18 Karte                          | Mitte des 19. Jh., Teil aus dem 17. Jh., der rechte Teil der Traufwand aus dem 17. Jh. mit vermauertem Fenster und intaktem Holzstockfenster im OG. | 17.–19. Jh     | 18.03.1993       | 42              |
| Wohnhaus                                      | Wohnhaus                                       | Dürboslar Am Biemerhof 8 Karte                           | Datierung in Mauerankern 1569, spätere Veränderungen; ehem. Hofanlage aus Backstein; Wohnhaus Nr. 12 mit Fensterteilung des 19. Jh., zweiachsig; links anschließende Tordurchfahrt des 19. Jh., im Kniestock kleines originales Fenster erhalten; Nr. 8 mit rundbogiger Tordurchfahrt und genagelter Holztür mit Fußgängerpförtchen; im UG originales Fenster vermauert, Fenstereinbrüche des 19. Jh. im UG und OG; über der Tordurchfahrt und im Kniestock kleine originale Fenster mit Holzstock; in der Durchfahrt originale Kieselpflasterung erhalten; Satteldach über Nr. 12 erneuert, über Nr. 8 im originalen Zustand mit altem Kaminabzug; an der rückwärtigen Traufseite im OG weitgehend die alte Fensterteilung erhalten; zugehörige Scheune aus Backstein und Fachwerk mit Lehmstaken aus dem 17. Jh. | 1569           | 11.12.1992       | 35              |
| weitere Bilder                                | Wasserburganlage                               | Dürboslar Burgstraße Karte                               | Die Burganlage Dürboslar ist eine der typischen Wasserburganlagen des Rheinlandes aus dem 16.–17. Jahrhundert mit Vorburg, Herrenhaus und Wassergraben. Der große Torbau mit gemauerter Brücke stammt aus dem Jahre 1651. Im Obergeschoss des Torbaues befindet sich ein großer Wurferker mit dem Allianzwappen von Johann Wilhelm Hoen und Johanna Maria von Friemersdorf gen. Pützfeld. An der Hofseite des im Jahre 1841 neu errichteten Herrenhauses ist das Allianzwappen Hoen von Cartiels und Metternich–Müllenarck. Die Grabenzone ist noch ablesbar, ein Teil der Grabenanlage ist noch wassergefüllt. Die Burganlage ist von besonderer Originalität und Vollständigkeit. Das Objekt ist demnach von Bedeutung für die Geschichte der Menschen, der Baugeschichte sowie der Historie des Jülicher Landes. | 16.–17. Jh.    | 17.07.1984       | 03              |
| Grabmal des Ignaz Velder                      | Grabmal des Ignaz Velder                       | Dürboslar Friedhof Dürboslar Karte                       | Es handelt sich um das Grabmal des Herrn Ignaz Velder, Bürgermeister der Gemeinde Freialdenhoven und Dürboslar in den Jahren 1863–1875 und seiner Frau Agnes Velder, geb. Peiner. Das Grabmal beschreibt einen schlichten Kreuzesbalken (Erneuerung nach Kriegszerstörung), der auf einem gestaffelten Unterbau steht. Die verwendeten Steinmaterialien sind Muschelbank (oberer Aufbau) und Aachener Blaustein (unterer Sockel). Auf dem Grabmal finden sich folgende Inschriften: Am Fuß des Kreuzesbalken: Hier ruht der hochachtbare Herr IGNAZ VELDER Bürgermeister der Gemeinden Freialdenhoven und Düsboslar, Rittergutsbesitzer zu Ungershausen. Geboren zu Wanlo am 10. August 1815. Gestorben zu Ungershausen, Pfarre Dürboslar am 14. März 1875. R.I.P. Auf dem unteren Sockel: Frau Bürgerm. Ignaz Velder geb. Peiner – geb. 31. Okt. 1826 – gest. 10. Okt. 1907. Das zuvor beschriebene Mahnmal kennzeichnet durch seine Schlichtheit und Strenge die Formensprache des Klassizismus. Es ist Sinnbild für die disziplinierte Lebensführung der Verstorbenen, die von Bescheidenheit und vornehmer Zurückhaltung und von hohem sozialem Engagement geprägt war. Mit dem Anliegen, die Erinnerung an die für die Ortsgeschichte von Freialdenhoven und Dürboslar wertvollen Menschen wachzuhalten, wird das öffentliche Interesse an der Unterschutzstellung der Grabstätte begründet. | 1875           | 18.02.2002       | 57              |
| Kath. Pfarrkirche                             | Kath. Pfarrkirche                              | Dürboslar Germania-Platz Karte                           | Hallenkirche aus Backstein mit breitgelagertem Querschiff und vorgesetztem Westturm auf quadratischen Grundriss; Chor mit 5/8-Schluss; Bau in neugotischen Formen mit spitzbogigen Maßwerkfenstern; Turm mit hohen, spitzen Schallarkaden und 8-seitiger verschieferter spitzer Haube mit flaniertenden Ecktürmchen. | 1904–06        | 11.12.1986       | 17              |
| Altes Pastorat und Scheune                    | Altes Pastorat und Scheune                     | Dürboslar Germania-Platz 10 Karte                        | Baujahr 17. Jh., Umgestaltung 1742 (inschriftliche Datierung im Keilstein über Haupteingangstür); Veränderung der Fenster im 19. Jh., Datierung in Mauernankern (die letzten beiden Zahlen erhalten) ..66, vermutlich 1666, an der Traufseite Am Biemerhof; Wohnhaus aus Bruchstein, 2-geschossig mit Drempelgeschoss, zweiachsige Giebelseite zum Germaniaplatznmit aufwendigem Schweifgiebel; Traufseite zum Hof zu 5 Achsen, Haupteingang mit Blausteingewände, stichbogigem Sturz mit Keilstein und Datierung in der Mittelachse; Sprossenfenster des 19. Jh.; Satteldach; zugehörig: rückwärtige Scheune, im Unterbau massiv, darüber Fachwerk in liegenden Gefachen. | 17. Jh. 1742   | 11.12.1986       | 23              |
| Hofanlage Gut Ungershausen                    | Hofanlage Gut Ungershausen                     | Dürboslar Gut Ungershausen Karte                         | Gut Ungershausen, ehemaliger Besitz der Kommende Siersdorf (seit dem 12. Jh.), heutige Gebäude 15.–19. Jh., ältester Teil (Kapelle) 15. Jh., Wohnhaus datiert 1764 im Keilstein des Hoftores, Wirtschaftsgebäude 18.–19. Jh., vierflügelige Hofanlage, Wohnhaus neben der Toreinfahrt, zweigeschossiger Backsteinbau zu 5 Achsen mit Eingang in der Mittelachse, stichbogige Blausteingewände mit Oberlicht, originale Beschläge und Klopfer, Freitreppe; im Hof und in der Durchfahrt Kieselpflasterung, im östlichen anschließenden Wirtschaftsgebäude neu ausgebaute Wohnung mit wiederverwendeter doppelflügeliger Holztür in Louis-XVI-Formen, an der Ecke neben der Toreinfahrt kleiner Kapellenanbau des 15. Jh., über dem Eingang Wappenstein des Wilhelm von Neuhoff, datiert 1663, Kapelle mit 4 spitzbogigen Fenstern und Dachreiter, Satteldächer. | 12.–19. Jh.    | 29.04.1986       | 06              |
| Wasserpumpe                                   | Wasserpumpe                                    | Dürboslar St.-Ursula-Straße Karte                        | ca. 3 m hohe Wasserpumpe aus Gusseisen, profilierter Sockel, kannelierter Schaft, Handgriff in Form einer Eichel. | 1. H. 19. Jh.  | 02.09.1986       | 10              |
| Wegekreuz                                     | Wegekreuz                                      | Dürboslar St.-Ursula-Straße Ende Karte                   | Inschriftliche Datierung 1779; ca. 3 m hohes Wegekreuz aus Blaustein, Sakramentskonsole, Nische mit Muschelabschluss; Kreuz mit Eckvoluten und Korpus im Hochrelief. | 1779           | 02.09.1986       | 11              |
| Metallzeitliches Siedlungsarenal Bodendenkmal | Metallzeitliches Siedlungsarenal Bodendenkmal  | Freialdenhoven Freialdenhoven Flur 7,Flurstück 542 Karte | Das Bodendenkmal „metallzeitliches Siedlungsareal“ liegt auf einer leicht nach Süden abfallenden Hochfläche. Südlich liegt die Merzbach-Niederung. Aus den hier anstehenden Lössen und Lösslehmen bildeten sich die fruchtbaren Parabraunerden. Es handelt sich um eine typische Siedlungslage in Hanglage an wasserführenden Rinnen auf fruchtbaren Böden. Diese in den Metallzeiten bevorzugte Siedlungslage hat sich bei den umfangreichen wissenschaftlichen Forschungen zur vorgeschichtlichen Besiedlung in den Braunkohletagebauten immer wieder bestätigt. Erste Hinweise auf vorgeschichtliche Besiedlung an dieser Stelle ergaben sich bei Aufsammlungen von Oberflächenfunden 1975 (RAB-Archiv 1157 004; Kuper et al. 1975, S. 207 Freyaldenhoven 1). Hier fanden sich zwei Fundkonzentrationen, die durch eine im Oberflächenbild relativ fundleere Zone getrennt war. Neben Feuerstein-Artefakten (Klingen, Abschlagkerne, Pfeilspitzen, Beile, Kratzer) wurde Keramik festgestellt, die sowohl in die Ältere Bronzezeit (aufgrund ihrer Machart) als auch in die Eisenzeit datiert. Im Frühjahr 2001 wurde eine qualifizierte Prospektion durchgeführt (Ibeling 2002). An Oberflächenfunden wurden dabei insgesamt 97 Artefakte dokumentiert. Es handelt sich um Feuerstein-, Kieselschiefer- und Felsgestein-Artefakte sowie Keramik. Die vorgeschichtliche Keramik aus Oberflächenfunde kann allgemein chronologisch nicht genau angesprochen werden. Sie ist handgeformt, mit nur geringer Temperatur gebrannt und dementsprechend nicht sehr haltbar. An die Oberfläche gelangt, verwittert sie verhältnismäßig schnell. Dennoch konnten einige der Scherben aufgrund ihrer Machart sicher in die Metallzeiten datiert werden (2.–1. Jahrtausend v. Chr.). Die Oberflächenfunde lassen noch keine Konzentrationen erkennen. Sie korrespondieren jedoch mit den bekannten Altfundstellen und verdichten damit die Hinweise auf die metallzeitlichen Siedlungsplätze. Durch Bohrungen und Sondagen im Zuge der Prospektionsmaßnahmen konnte festgestellt werden, dass der Oberen Hangbereich bereits durch Erosion weitgehend abgetragen war. Das bedeutet, dass sich hier sehr tiefreichende archäologische Befunde erhalten haben können (z. B. tiefreichende Gruben, Brunnen). Im unteren Hangbereich ist der Bodenabtrag noch nicht so weit fortgeschritten, so dass hier eine insgesamt gute Erhaltung der archäologischen Relikte (Bodendenkmäler) zu erwarten ist (Ibeling 6 f.). Dies bestätigen die in den Sondagen dokumentierten archäologischen Befunde. Hierbei handelt es sich um Gruben sowie Pfostengruben. Insbesondere die Grubenbefunde weisen eine gute Erhaltung auf. Sie sind noch mehrere Dezimeter hoch erhalten. In ihnen haben sich somit zahlreiche archäologische Relikte, sowie datierte Funde, Bodenproben (mit Resten von Fauna und Flora) usw. erhalten. Die sog. Pfostengruben sind Relikte der ehemaligen Standorte der Holzpfosten, die die Fachwerkhäuser trugen. Mehrere dieser Pfostengruben (Sondage Stelle ¾) waren linear angeordnet, sie gehörten demnach zu einem Hausgrundriss (der jedoch in den Sondagen nicht vollständig erfasst wurde). Aus einer dieser Pfostengruben konnte eine Scherbe geborgen werden, die in die Mittellatènezeit datiert (3.–2. Jh. v. Chr.). Im Umfeld dieses Hausgrundrisses wurden weitere Gruben festgestellt. Die aus diesen Befunden geborgene Keramik datiert in die Ältere Bronzezeit (2. Jahrtausend v. Chr.). Dieser Periode können zusätzlich zwei Pfostengruben zugeordnet werden (unter Vorbehalt, da datierte Funde fehlen). Zum einen unterscheiden sie sich durch eine andere Verfüllung von den latènezeitliche Pfostengrube eine der älteren, woraus sich ergibt eine relative stratigraphische Abfolge ergibt. Daraus ergibt sich eine mindestens zweiphasige Besiedlung des Areals. Zum einen in die Ältere Bronzezeit, zum anderen in die Mittlere Eisenzeit. In diesen historischen Perioden herrschten Siedlungsformen vor, bei denen wenige Einzelhöfe einen Weiler bildeten. Die Einzelhöfe – Vielhausgehöfte bestanden aus mehreren, funktional zu unterscheidenden Gebäuden. Diese weisen vorwiegend vier, sechs, acht oder neun Pfosten auf und dienten als Speicher, Werkstatt-, Stall- und Wohngebäude. Die tragenden Pfosten der Fachwerkbauten standen ohne Unterbau unmittelbar im Boden (erkennbar an den sog. Pfostengruben). Die Zwischenwände bestanden aus Holzfüllungen, die mit Lehm abgedichtet wurden. Nach einer gewissen Zeit (ca. 20 bis 30 Jahre) mussten diese Gebäude vollständig erneuert werden. Es wurde in der näheren Umgebung zum alten ein neuer Einzelhof angelegt. Im Laufe der langen Besiedlungsdauer entstanden großflächige Siedlungsareale, die bis zu 40 ha umfassen können. Wie die archäologischen Befunde in den Sondagen belegen, haben sich Relikte von mindestens drei Hofarealen erhalten, eines im Südosten (der Älteren Bronzezeit und Mittleren Eisenzeit) und je eines im Westen und Osten (Ältere Bronzezeit). Die metallzeitlichen Siedlungen von Freialdenhoven sind bedeutend für die Geschichte von Aldenhoven und der Region. Sie gehören zu den bislang nur wenig erforschten, metallzeitlichen Flachlandsiedlungen des Niederrheingebietes. Insbesondere Siedlungsbefunde der Älteren Bronzezeit besitzen einen hohen wissenschaftlichen Wert, da diese Periode im Rheinland- wegen bislang fehlender Befunde- nur ungenügend wissenschaftlich erforscht werden konnte. Das Fundaufkommen und die bislang nachgewiesenen Befunde von Hausgrundrissen und Siedlungsgruben deuten auf erhaltene Bebauungsreste mehrere Dörfer. Die Wohnhäuser und Wirtschaftsgebäude metallzeitlicher Siedlungen waren aus Holz errichtet, Spuren der eingetieften Pfosten- das tragende Gerüst des Hauses- sowie Wandgräbchen und Reste des Flechtwerkbewurfes sind als Verfärbungen im Boden erhalten. Daneben ist mit Siedlungsbefunden wie Speicher- und Abfallgruben zu rechnen, die eine große Anzahl an Materialien des täglichen Gebrauches, wie zerscherbter Keramik, Reste organischer Materialien (Getreide, verschiedene Pflanzenarten) erhalten und die die Lebensweise und Essgewohnheiten der damaligen Bevölkerung dokumentieren. In Brand- und Schutthorizonten werden Schadensfeuer und kriegerische Zerstörung sichtbar. Aus dem Ergebnis ausgedehnter Forschungen in den Braunkohletagebaugebieten der rheinischen Lössbörden lässt sich heute ein recht einheitlichen Siedlungstypus dieser Epoche zu beschreiben. Es handelt sich um weitflächige Siedlungsareale, auf denen mehrere Vielhausgehöfte standen. Diese Siedlungsform blieb bis in das letzte Jahrhundert vor unserer Zeitrechnung gebräuchlich. Die Mehrzahl der Siedlungen lag in der Nähe von Niederungsgebieten zur Versorgung mit Wasser. Das Bodendenkmal „metallische Siedlungsplätze“ umfasst mindestens drei Hofareale, wie die Untersuchungen im Rahmen der Prospektion ergaben. Diese liegen im Westen, Süden und Osten. Im Südwesten sind die archäologischen Relikte im Zuge der Abteufung einer Materialentnahmegrube vollständig beseitigt worden. Im Westen liegen ältere Abgrabungsflächen (jenseits des Walles). Im Osten grenzen ältere Abbaufelder an, auch hier haben sich keine Relikte mehr erhalten. Nach Norden schließt sich ein Schutzstreifen von zehn Metern Breite an. | Bronzezeit     | 17.12.2002       | 59              |
| hölzernes Missionskreuz                       | hölzernes Missionskreuz                        | Freialdenhoven Hüsgenstraße 20 Karte                     | Ca. 4 m. hohes hölzernes Missionskreuz mit aufgenageltem hölzernen Korpus. Schaft balusterartig geschweift, Kreuz mit balusterenden; farbig gefasster hölzerner Korpus, kleine Sakramentsnische. | 1777           | 11.12.1992       | 39              |
| Hofanlage                                     | Hofanlage                                      | Freialdenhoven Schulstraße 38 Karte                      | Durch Maueranker datiert 1788; ehem. 4-flügelige Hofanlage, Backstein mit straßenseitigen Blausteinwänden, ehem. Ostflügel mit Tordurchfahrt abgebrochen. Wohnhaus traufenständig zu 5 Achsen mit Eingang in der Mittelachse, Fenster mit Stichbogen und Keilstein, Tür mit Türblatt in Louis-XVI-Ornamentik, Oberlicht modern, Sprossen-Fenster 19. Jh., heute Blausteintreppen, Satteldach, Wirtschaftsgebäude in einfache Formen mit Satteldächern aus der Erbauungszeit; an Stelle des abgebrochenen Ostflügels ein moderner Wohnhausbau. | 1788           | 11.12.1986       | 21              |
| BW                                            | DN 173 - Villa rustika Niedermerz Bodendenkmal | Niedermerz Flur 13 Karte                                 | Im Rahmen der Aufstellung des Bebauungsplanes 38 N hat das Büro L.A.N.D. auf den Grundstücken Gemarkung Niedermerz, Flur 13, Flurstücke 27, 77, 78, 79, 80 eine archäologische Prospektion durchgeführt. Es wurde eine römische Siedlungsstelle nachgewiesen. Durch Sondagen (Suchschnitte) konnte mindestens ein Gebäudekomplex eingegrenzt werden. Des Weiteren wurden Funde und Befunde aus der Bronzezeit (vermutlich) und der Älteren Eisenzeit nachgewiesen, die einen guten Erhaltungszustand aufwiesen. Es ist zu beachten, dass nur geringfügige Eingriffe in das Bodendenkmal zugelassen werden. Das bedeutet: - Sicherung der Bodendenkmäler durch Aufschüttung der als Bodendenkmal nachgewiesenen Fläche(Abtragung des Humus bis zu einer Tiefe ab Erdgleiche von maximal 20 cm; kein Befahren der abgezogenen Fläche mit schwerem Gerät; Überkopfaufkippung mit Kies o. ä. Verdichtungsmaterial), -Ausschluss von Kellern in den Konfliktbereichen. Die für die Erschließungsstraßen sowie für die Versorgungsleitungen und Kanalanschlüsse notwendigen Erdeingriffe werden unter Vorbehalt einer denkmalrechtlichen Erlaubnis zugelassen. Erdeingriffe außerhalb des Bodendenkmals sind nur unter Aufsicht und Weisung des Rheinischen Amtes für Boden-Denkmalpflege - Außenstelle Nideggen- zulässig. | Bronzezeit     | 15.02.2001       | 56              |
| Kath. Pfarrkirche                             | Kath. Pfarrkirche                              | Niedermerz Hofbongardstraße Karte                        | Ostturm 12. Jh., im Oberbau 18. Jh., Langhaus 1742 vergrößert – Decke 1819; 1865 Chor restauriert; kleine Saalkirche mit eingezogenem Ostturm, darin Chor, UG des Ostturmes und Teile des Langhauses Bruchstein, ansonsten Backstein; innen 3 jochiger Saal mit Kreuzgratgewölben und Gurtbögen, 3 rundbogige Außenfenster, Ausstattung 19. Jh. mit Orgelempore, Beichtstuhl, Kanzel, Kommunionbank, Haupt- und Seitenaltären; Fenster modern; Turm mit einfacher Zelthaube, Kirchenschiff mit Satteldach gedeckt, Kleine Vorhalle des 19. Jh.; auf dem zugehörigen Friedhof Grabkreuze und Grabplatten aus Blaustein aus dem 18. Jh. | 12.–18. Jh.    | 11.12.1986       | 18              |
| Pfarrhaus                                     | Pfarrhaus                                      | Niedermerz Hofbongardstraße 2 Karte                      | Datierung durch Maueranker 1745; 2-geschossiger Backsteinbau zu 3 Achsen, Schmalseite zu 2 Achsen, Blausteingewände mit geradem Sturz, Fenster und Türen modern, weiß geschlämmt, Walmdach. | 1745           | 11.12.1986       | 19              |
| Wegekreuz                                     | Wegekreuz                                      | Niedermerz In der Gracht Karte                           | Gusseisernes Wegekreuz auf neuem Backsteinsockel, ca. 1,50 m hoch, neugotische Ornamentik mit eingerahmtem Schriftfeld, gusseiserner Korpus. | 2. H. 19. Jh   | 02.09.1986       | 13              |
| Wegekreuz                                     | Wegekreuz                                      | Niedermerz Von-Paland-Straße/Dürboslarer Straße Karte    | Inschriftliche Datierung 1857; ca. 4 m hohes Wegekreuz auf 2-fach gestuftem neuerem Sockel, darauf Kreuzespfeiler auf Blaustein, mit Gesimsplatte und Sakramentskonsole, darüber gusseisernes Kreuz mit gusseisernen Korpus in neugotischen Formen, Marienstatue am Fuß des Kreuzes. | 1855           | 02.09.1986       | 12              |
| Wegekreuz                                     | Wegekreuz                                      | Pützdorf Zehnthofstraße Karte                            | Neues hölzernes Kruzifix auf Blausteinsockel des 18. Jh.; getreppter Unterbau, darüber gekehlter Sockel, Pfeiler mit Relieffeldern. | 18. Jh.        | 02.09.1986       | 08              |
| Heiligenhäuschen mit Holzkreuz                | Heiligenhäuschen mit Holzkreuz                 | Schleiden Dreilindenstraße Karte                         | Das o. g. Objekt wurde in der Zeit um 1920 erbaut, vermutlich zur Aufnahme des Holzkreuzes von 1694. Die Inschrift auf dem Kreuzbalken gibt anhand des Chronogramms das Entstehungsjahr und den Stifter bekannt. Ob der heutige Aufstellungsort dem ursprünglichen entspricht, ist nicht bekannt. Die Gestalt des Kreuzbalkens zeigt ländliche Formen des Barocks, eine Sakramentsnische ist ausgeschnitten. Der Metallkorpus ist neuzeitlich. Anhand der Architektur der Gestaltung des zweiflügeligen Gitters und an der Art des Bodenbelags lässt sich das Baualter des Gebäudes nachvollziehen. Die Anlage insgesamt stellt ein Dokument für die Volksfrömmigkeit dieser Region dar. Der Denkmalwert begründet sich auch aus dem Zusammenhang zwischen Kreuz und Gebäude. | 1694 u. 1920   | 11.12.1992       | 37              |
| Ehem. Bahnhofsgebäude                         | Ehem. Bahnhofsgebäude                          | Schleiden Landstraße 15 Karte                            | Im Jahre 1875 wurde die Bahntrasse zwischen den Städten Aachen (-Nord) und Jülich von der Aachener-Industriebahn AG fertiggestellt und in Betrieb genommen. Die Linie wurde zunächst für den Gütertransport eingerichtet mit dem Ziel, Erzeugnisse des Steinkohlenbergbaues oder auch landwirtschaftlichen Produkte schneller und in größeren Mengen zu den Verarbeitungsbetrieben zu schaffen. Wenige Jahre später, die Bahnanlage war bereits der neugegründeten Aachen-Jülicher Eisenbahngesellschaft unterstellt, richtete man die Bahnlinie auch für den Personennahverkehr her. In der Folge, etwa 1880 entstanden an dieser Strecke zahlreiche Typenbahnhöfe wie auch das Empfangsgebäude in Aldenhoven-Schleiden, das bis heute noch besteht. Hier handelt es sich um den Typus der ländlichen Kleinstanlage, ein zweigeschossiger Backsteinbaukörper, daran angelehnt eine eingeschossige Güterhalle. Die äußere Gestalt und die architektonischen Merkmale entsprechen der in dieser Zeit verbreiteten Formensprache, die verwendeten Materialien nehmen Bezug auf die regional typischen Bautraditionen, die gestalterischen Details und Schmuckformen lehnen sich, wenn auch in reduzierter Fassung, an die Architekturströmungen des Klassizismus und Historismus an. Das aktuelle Erscheinungsbild des Baukörpers gibt immer noch die ursprünglich konzipierte Gestalt wieder und stelle deswegen für die Bau- und Verkehrsgeschichte ein besonders aufschlussreiches Dokument dar- vor allem im Hinblick darauf, dass alle anderen Bahnhöfe dieser Strecke entweder zerstört oder erheblich verunstaltet oder verändert sind. Im Inneren des Bahngebäudes- oder wie damals „Empfangsgebäude“ -ist auch heute noch die Grundrissdisposition dieses Typenbahnhofes ablesbar. Von der Gleisseite aus führen zwei separate Türen in den Warteraum für alle Wagenklassen und in den Dienstraum mit Fahrkartenverkauf. Während der Warteraum mit seiner Fläche die gesamte Gebäudetiefe einnimmt, ist der Dienstraum in der Tiefe durch ein Treppenhaus ortsseitig verkürzt. Dieses Treppenhaus, das auch von der Ortsseite erschlossen ist, führt in die Dienstwohnung im Obergeschoss. Von Dienstraum geht ebenso eine Türe in die seitlich anschl. Güterhalle ab. Die hier vorgefundene Anordnung der Räume und ihre Beziehung zueinander entsprechen einer frühen Bauform, die noch nicht die späten Einbauten für den notwendige Bahnsteigsperre berücksichtigt. Die Bahnstrecke wurde in den 1970er Jahren stillgelegt, die Gleisanlagen wurden demontiert. In der Topographie lässt sich jedoch immer noch die Gleiskörper ablesen. | 1875           | 11.11.1992       | 33              |
| Villa im Garten des Nonnenhofes               | Villa im Garten des Nonnenhofes                | Schleiden Siersdorfer Straße Karte                       | Villa im Garten des Nonnenhofes, 2 ½-geschossiger Backsteinbau, Straßenseite verputzt in Neorenaissanceornamentik, traufenständige Straßenfront zu 5 Achsen mit Eingang in der linken Achse, Eckachsen risalitartig betont, an den Giebelseiten 1-geschossige Anbauten, links Küche, rechts Wintergarten mit Holzfenster und Türen zur Gartenseite, Rückseiten unverputzt, Satteldach. | E. 19. Jh.     | 18.03.1993       | 44              |
| Friedhof mit Friedhofskreuz                   | Friedhof mit Friedhofskreuz                    | Schleiden Siersdorfer Straße Karte                       | Ca. 4 m hohes Friedhofskreuz auf gestuften Sockel. Neben der Kirche eine Gruppe von Priestergräbern sowie an der Kirche zur Friedhofseite mehrere Grabsteine aus Blaustein aus dem 19. Jahrhundert. | 19. Jh.        | 18.03.1993       | 49              |
| Backsteinhof mit Wohnhaus                     | Backsteinhof mit Wohnhaus                      | Schleiden Siersdorfer Straße 21 Karte                    | 4-flügeliger Backsteinhof, Wohnhaus traufenständig zu 4 Achsen, Werksteingewände mit geradem Sturz, Traufgesims mit Klötzchenfries. Satteldach, Eingangstüren mit originalem Oberlicht, Türen neu; Hofgebäude nach 19. Jh., mit Satteldächern, Öffnungen großenteils modern verändert, Einfahrt mit alter Pflasterung. | 1. H. 19. Jh.  | 11.12.1992       | 36              |
| Hofanlage mit Wohnhaus                        | Hofanlage mit Wohnhaus                         | Schleiden Siersdorfer Straße/Nonnenhof Karte             | Große 4-flügelige Hofanlage des 18. und 19. Jh., Backstein, Wohnhaus inschriftlich datiert 1733; 2-geschossiges Wohnhaus, hofseitig mit dem 19. und 20. Jh. veränderten Öffnungen, im EG Panoramafenster; Tür mit Blausteingewände des 18. Jh., und Datierung, darüber Oberlicht; neue Freitreppe, neben der Tür eingemauert Wappen der Anna Carolina Margarethe von Renesse, Abtissin zu Porz; umlaufend um den Hof Wirtschaftsgebäude des 19. Jh., Backstein mit eisernen Tellerankern, Satteldächer, zur Straße fensterlos mit korbbogiger Tordurchfahrt; im Innenhof noch Wasserpumpe des 19. Jh. und originales Hofpflaster erhalten. | 18.–19. Jh     | 18.03.1993       | 43              |
| ehem. Fronhof                                 | ehem. Fronhof                                  | Siersdorf Bettendorfer Straße 2 Karte                    | 1. H. 19. Jh. unter Verwendung älterer Reste. Wohnhaus auf rechtwinkligem Grundriss, Straßenseite zu 4 Achsen, 2-geschossig, Backstein mit Blausteingewänden, Fenster mit geradem Sturz und mit originaler Sprossenteilung; Eingang mit Freitreppe, Tür neu; an der Südseite eingemauerte Konsole mit Wappen, im EG der Nord-Ost-Wand Blausteingewände mit Stichbogen und Keilstein, darüber Holzstockfenster; umlaufendes Backsteintrautgesims, Satteldach; zugehörige Hofgebäude weitgehend erneuert; hinter Wohnhaus Wirtschaftstrakt (ehemals Stallungen) als typischer Backsteinbau aus der Jahrhundertwende, mit seinem äußeren Erscheinungsbild zugehörig zur Hofanlage und erkennbarer, originaler Zweckbestimmung; keine Unterschutzstellung der hinteren, querstehender Remise. | 1. H. 19. Jh.  | 02.12.1993       | 50              |
| Wohnhaus hier Fassade                         | Wohnhaus hier Fassade                          | Siersdorf Bettendorfer Straße 31 Karte                   | Inschriftlich datiert 1877 im Keilstein des Torhauses; 2-geschossiger Backsteinbau, traufenständig zu 3 Achsen; EG Fenster Blausteingewände mit geradem Sturz und vorspringender Sohlbank, OG-Fenster mit Blaustein-Sohlbank, rechts anschließend korbbogige Tordurchfahrt mit kleinem Fenster darüber, Traufgesims mit Backstein-Klotzchenfries, Satteldach; links Achse des Hauses ohne Blausteingewände, nachträglich verändert. | 1877           | 18.03.1993       | 45              |
| Wohnhaus hier Fassade                         | Wohnhaus hier Fassade                          | Siersdorf Bettendorfer Straße 36 Karte                   | Datierung durch Maueranker 1835; 2-geschossiges Backstein-Wohnhaus, traufenständig zu 4 Achsen mit rechts anschließender korbbogiger Durchfahrt, darüber vermauertes Fenster, Fenstergewände Blaustein mit vorspringender Sohlbank und geradem Sturz, Türgewände Blaustein, erneuerte Tür; Satteldach. | 1835           | 18.03.1993       | 46              |
| Hofanlage mit Wohnhausfassade                 | Hofanlage mit Wohnhausfassade                  | Siersdorf Bettendorfer Straße 62 Karte                   | Inschriftlich datiert 1766; 4-flügelige Backstein-Hofanlage, Wohnhaus giebelständig zu 3 Achsen, 2-geschossig, Fenster stichbogig mit verputzten Gewänden, neue Ganzglasfenster; Satteldach, links anschließend Wirtschaftsgebäude mit korbbogiger Tordurchfahrt und kleine Fußgangerforte. | 1766           | 18.03.1993       | 47              |
| Wegekreuz                                     | Wegekreuz                                      | Siersdorf Heidgasse Karte                                | Ca. 3 m hohes Wegekreuz, hoher Blausteinpfeiler mit verwitterter Inschrift und abgeschrägter Deckplatte, darauf gusseisernes Kreuz mit feinen eingegossenen Ornamenten und Blattenden, Korpus abgängig. | 2. H. 19. Jh.  | 02.09.1986       | 14              |
| weitere Bilder                                | Kath. Pfarrkirche                              | Siersdorf Kirchstraße Karte                              | 16. Jh., Turm OG 1636, Veränderungen im 19. Jh., großer Anbau 1957; ehem. 2-schiffige Hallenkirche von 3 Jochen mit Polygonalchor und vortretendem, eingezogenen Westturm, Backstein mit Werksteingliederungen, Turm mit Eckquaderungen, Turm-OG und Dach nach Kriegszerstörung erneuert, kleine Westvorhalle des 19. Jh. an der ursprünglich glatten und ganz geschlossenen Nordwand der Neubau ansetzend, südliches Seitenschiff mit Walmdächern, auf Kirchenschiff und Chor durchgehendes Walmdach. Zugehörig: Friedhof mit alter Ummauerung und neu aufgestellten Grabkreuzen des 17. und 18. Jh., fast unleserliche Grabplatten aus dem Innern der Kirche, kleine Bronzeplastik des Hl. Georg nach einer Holzfigur aus dem Inneren der Kirche, am Friedhofsüdeingang neu aufgestellt. | 16. Jh.        | 18.02.1987       | 25              |
| weitere Bilder                                | Deutschordenskommende                          | Siersdorf Kirchstraße 11 Karte                           | Im 13. Jh., kurz vor seinem Kreuzzug nach Ägypten, überwies 1219 Graf Wilhelm III von Jülich die Kirchen Nideggen und Siersdorf den Deutschorden und gründete somit die Deutschordenskommende Siersdorf. Sie entwickelte sich rasch, gewann schon im 14. Jh. ausgedehnte Ländereien dazu und stand in ihrer vollen Blüte im 16. Jh. In dieser Zeit entstand der Gebäudekomplex als einteilige Burganlage so, wie man ihn heute in der Örtlichkeit noch wahrnehmen kann, trotz etlicher Zerstörungen. Vorburg: Sie entstand auf mittelalterlichen Resten der Vorgängerburg, in Backsteinbauweise mit Blausteingliederungselementen. Ältester Bestandteil war das stattliche Außentor von 1700 mit zwei flankierenden achtseitigen Türmen, von denen heute nur noch ein Turmstumpf erhalten geblieben ist. Die Wirtschaftsgebäude, ebenfalls in Backstein erstellt (s. Lageplan), entstanden im 18. und 19. Jh. und befinden sich in gutem Erhaltungszustand. Herrenhaus: 1578 erstellte man auf einer Insel, wasserumwehrt das Herrenhaus, ein oblonger Ziegelbau mit 4 rechteckigen Ecktürmen und einem Mittelrisalit zum Hof hin mit einem prächtigen Zugbrückenportal. Die Wassergraben sind heute trocken. Ein mächtiges Walmdach, sowie kräftige Turmhelme bekrönten das Bauwerk, die markante Dachlandschaft wurde im Krieg zerstört und später nicht wieder aufgebaut. Lediglich der Ziergiebel über dem Mittelrisalit mit seinen Renaissance-Formen gibt einen Eindruck von dem ehemals prächtigen Erscheinungsbild. An der NW-Seite des Herrenhauses schließt sich der im 17. Jahrh. ummauerte Garten an, mit Gartenmauern und einem kleinen zweigeschossigen Turm. Der Turm ist heute nach einer Restaurierung noch gut erhalten, die Gartenmauer ist z. T. verfallen. | im 13. Jh.     | 25.04.1986       | 05              |
| Wasserburg, Kirche, Deutschordenskommende     | Wasserburg, Kirche, Deutschordenskommende      | Siersdorf Kirchstraße 11 Karte                           | Im 13. Jh., kurz vor seinem Kreuzzug nach Ägypten, überwies 1219 Graf Wilhelm III von Jülich die Kirchen Nideggen und Siersdorf den Deutschorden und gründete somit die Deutschordenskommende Siersdorf. Sie entwickelte sich rasch, gewann schon im 14. Jh. ausgedehnte Ländereien dazu und stand in ihrer vollen Blüte im 16. Jh. In dieser Zeit entstand der Gebäudekomplex als einteilige Burganlage so, wie man ihn heute in der Örtlichkeit noch wahrnehmen kann, trotz etlicher Zerstörungen. Vorburg: Sie entstand auf mittelalterlichen Resten der Vorgängerburg, in Backsteinbauweise mit Blausteingliederungselementen. Ältester Bestandteil war das stattliche Außentor von 1700 mit zwei flankierenden achtseitigen Türmen, von denen heute nur noch ein Turmstumpf erhalten geblieben ist. Die Wirtschaftsgebäude, ebenfalls in Backstein erstellt (s. Lageplan), entstanden im 18. und 19. Jh. und befinden sich in gutem Erhaltungszustand. Herrenhaus: 1578 erstellte man auf einer Insel, wasserumwehrt das Herrenhaus, ein oblonger Ziegelbau mit 4 rechteckigen Ecktürmen und einem Mittelrisalit zum Hof hin mit einem prächtigen Zugbrückenportal. Die Wassergraben sind heute trocken. Ein mächtiges Walmdach, sowie kräftige Turmhelme bekrönten das Bauwerk, die markante Dachlandschaft wurde im Krieg zerstört und später nicht wieder aufgebaut. Lediglich der Ziergiebel über dem Mittelrisalit mit seinen Renaissance-Formen gibt einen Eindruck von dem ehemals prächtigen Erscheinungsbild. An der NW-Seite des Herrenhauses schließt sich der im 17. Jahrh. ummauerte Garten an, mit Gartenmauern und einem kleinen zweigeschossigen Turm. Der Turm ist heute nach einer Restaurierung noch gut erhalten, die Gartenmauer ist z. T. verfallen. | 13. Jh.        | 25.04.1986       | 52              |
| Wohnhaus, hier Fassade                        | Wohnhaus, hier Fassade                         | Siersdorf Marktstraße 4 Karte                            | Datierung im Keilstein des Torbogens 1784; Datierung in Mauerankern 1841; 2-geschossiges, traufenständiges Backsteinhaus mit anschließender Tordurchfahrt, Werksteingewände mit geradem Sturz und vorspringender Sohlbank, alle Fenster modern verglast; | 1841 u. 1884   | 18.03.1993       | 48              |